# Хакенсак (город, Миннесота)
Хакенсак (англ. Hackensack) — город в округе Касс, штат Миннесота, США. На площади 1,9 км² (1,8 км² — суша, водоёмов нет), согласно переписи 2002 года, проживают 285 человек. Плотность населения составляет 154,7 чел./км².
- Телефонный код города — 218
- Почтовый индекс — 56452
- FIPS-код города — 27-26378[1]
- GNIS-идентификатор — 0656495[2]